# 게오르기 발락신
게오르기 루슬라노비치 발락신(러시아어: Гео́ргий Русла́нович Бала́кшин, 1980년 3월 6일~)은 러시아의 권투 선수, 정치인이다. 2008년 하계 올림픽 남자 플라이급에서 동메달을 획득했으며 세계 선수권 대회에서 동메달 1개를 획득했다.